# جوزيف خواكيم
جوزيف خواكيم (بالمجرية: Joachim József)‏ (و. 1831 – 1907 م) هو ملحن، وموزع، وقائد فرقة موسيقية ‏، وعالم موسيقى، ومعلم موسيقى، وأستاذ جامعي، وموسيقي مجري، توفي في برلين، عن عمر يناهز 76 عاماً، بسبب داء الشعيات.

## التعليم
تعلم في جامعة الموسيقى والمسرح في لايبزيغ ‏.

## جوائز
حصل على جوائز منها:
- النيشان البافاري الماكسيميلياني للعلوم والفن (1897)
- Royal Philharmonic Society Gold Medal  [لغات أخرى]‏ (1871)
- وسام الاستحقاق للفنون والعلوم.

## روابط خارجية
- جوزيف خواكيم على موقع الموسوعة البريطانية (الإنجليزية)
- جوزيف خواكيم على موقع ميوزك برينز (الإنجليزية)
- جوزيف خواكيم على موقع إن إن دي بي (الإنجليزية)
- جوزيف خواكيم على موقع ديسكوغز (الإنجليزية)